# جوزف جی. جیکوبس
جوزف جی. جیکوبس (انگلیسی: Joseph J. Jacobs؛ ۱ ژانویه ۱۹۱۶ – ۲۰۰۴) کارآفرین اهل ایالات متحده آمریکا بود، که در سال ۱۹۴۷ گروه مهندسی جیکوبس را تأسیس کرد.